# Альбани, Никола
Никола Альбани (итал. Nicola Albani, родился 15 апреля 1981 года, Сан-Марино) — сан-маринский футболист, игравший на позиции защитника.

## Игровая карьера

### Клубная
Известен по выступлениям за итальянские клубы «Каттолика» (представлял пятый дивизион итальянского футбола, Эччеленца), «Тропикал» (Кориано), «Тре Эссе» (Салюдечио) и «Олимпия» (Секкьяно), а также сан-маринские «Мурата» и «Ювенес/Догана».

### Карьера в сборной
28 марта 2001 года Никола Альбани провёл первую игру за сборную Сан-Марино, выйдя на поле на 90-й минуте вместо Симоне Делла Бальда в Глазго в матче против Шотландии. Альбани же, выйдя на поле, ввязался в стычку с Колином Хендри и получил удар локтем в лицо. Хендри оправдывался тем, что Альбани сам спровоцировал, ударив его по рёбрам, но шотландец получил в итоге дисквалификацию на шесть матчей.
За 40 игр Никола Альбани отличился всего один раз, и это произошло 25 апреля 2001 года в матче отборочного турнира к чемпионату мира в группе 6: в Риге в игре против Латвии Альбани отличился во второй своей встрече, поразив ворота на 51-й минуте, благодаря чему Сан-Марино впервые с 1993 года не проиграло матч и отличилось во второй раз в отборочном цикле. В конце игры усилия латышей свёл на нет вратарь Федерико Гасперони, отразивший несколько сложных ударов. Спустя 14 лет, 8 сентября 2015 года в матче со сборной Литвы Маттео Витайоли также отличился и сравнял счёт (хотя Литва выиграла 2:1).